# Tezhuatepec
Tezhuatepec är en ort i Mexiko.   Den ligger i kommunen Atempan och delstaten Puebla, i den sydöstra delen av landet, 180 km öster om huvudstaden Mexico City. Tezhuatepec ligger 2 082 meter över havet och antalet invånare är 1 829.
Terrängen runt Tezhuatepec är lite bergig, och sluttar norrut. Runt Tezhuatepec är det ganska tätbefolkat, med 134 invånare per kvadratkilometer. Närmaste större samhälle är Teziutlan, 10,7 km öster om Tezhuatepec. I omgivningarna runt Tezhuatepec växer huvudsakligen savannskog.